# Frédéric Etsou-Nzabi-Bamungwabi
Frédéric Etsou-Nzabi-Bamungwabi (Belgisch-Kongo, 3 december 1930 – Leuven, 6 januari 2007) was de aartsbisschop van Kinshasa, Congo-Kinshasa. Hij was Congo's belangrijkste rooms-katholieke prelaat vanaf 1991 tot zijn dood in 2007. Hij was ook kardinaal.

## Biografie
Etsou was lid van de Congregatie van het Onbevlekt Hart van Maria, ook bekend als missionarissen van Scheut.
Hij  werd priester gewijd op 13 juli 1958. Hij studeerde sociologie en theologie in Frankrijk en België voordat hij terugging naar Congo in de late jaren 60.
Etsou werd aartsbisschop van Mbandaka-Bikoro op 11 november 1977 en van Kinshasa in 1990. Hij werd op 28 juni 1991 afgekondigd als kardinaal-priester van S. Lucia a Piazza d'Armi door paus Johannes Paulus II.
In 2005 was Etsou een van kardinalen in het conclaaf die uiteindelijk Joseph Ratzinger als paus Benedictus XVI heeft gekozen.
Frédéric Etsou-Nzabi-Bamungwabi overleed op 76-jarige leeftijd.
- International Standard Name Identifier: 0000 0000 4608 0959
- Library of Congress Control Number: no2003060775
- Système universitaire de documentation: 111856477
- Virtual International Authority File: 29222222
- WorldCat: E39PBJx4jghQvrH9wW6RyGJJjC